# (5197) Rottmann
(5197) Rottmann ist ein Asteroid des Hauptgürtels, der am 29. September 1973 von dem niederländischen Astronomenehepaar Cornelis Johannes van Houten und Ingrid van Houten-Groeneveld entdeckt wurde. Die Entdeckung geschah im Rahmen der Zweiten Trojaner-Durchmusterung von 1973, bei der von Tom Gehrels mit dem 120-cm-Oschin-Schmidt-Teleskop des Palomar-Observatoriums aufgenommene Feldplatten an der Universität Leiden durchmustert wurden.
Der Asteroid gehört zur Eos-Familie, einer Gruppe von Asteroiden, welche typischerweise große Halbachsen von 2,95 bis 3,1 AE aufweisen, nach innen begrenzt von der Kirkwoodlücke der 7:3-Resonanz mit Jupiter, sowie Bahnneigungen zwischen 8° und 12°. Die Gruppe ist nach dem Asteroiden (221) Eos benannt. Es wird vermutet, dass die Familie vor mehr als einer Milliarde Jahren durch eine Kollision entstanden ist.
(5197) Rottmann wurde nach dem deutschen Landschaftsmaler Carl Rottmann (1797–1850) benannt, der für mythisch-heroisierende Landschaftsmalerei bekannt ist und dessen Hauptwerk der Griechenlandzyklus darstellt.